# Municipio de Henry (Kansas)
El municipio de Henry (en inglés: Henry Township) es un municipio ubicado en el condado de Ottawa en el estado estadounidense de Kansas. En el año 2010 tenía una población de 27 habitantes y una densidad poblacional de 0,29 personas por km².

## Geografía
El municipio de Henry se encuentra ubicado en las coordenadas 39°4′50″N 97°52′23″O / 39.08056, -97.87306. Según la Oficina del Censo de los Estados Unidos, el municipio tiene una superficie total de 92.92 km², de la cual 92,84 km² corresponden a tierra firme y (0,08 %) 0,08 km² es agua.

## Demografía
Según el censo de 2010, había 27 personas residiendo en el municipio de Henry. La densidad de población era de 0,29 hab./km². De los 27 habitantes, el municipio de Henry estaba compuesto por el 100 % blancos. Del total de la población el 0 % eran hispanos o latinos de cualquier raza.